# Temporada de snooker de 1976–77
A temporada de snooker de 1976–77 foi uma série de torneios de snooker disputados entre setembro de 1976 e 7 de maio de 1977.

## Calendário
| Datas | Datas | Nome do torneio                            | Cidade     | Campeão        | Vice-campeão   | Placar  | Ref.                 |
| ----- | ----- | ------------------------------------------ | ---------- | -------------- | -------------- | ------- | -------------------- |
| ??–09 | ??–09 | Australian Professional Championship       | Melbourne  | Eddie Charlton | Paddy Morgan   | w/o–w/d | [ 2 ]                |
| ??–09 | ??–09 | Canadian Open                              | Toronto    | John Spencer   | Alex Higgins   | 17–9    | [ 3 ]                |
| 28–11 | 11–12 | World Professional Match-play Championship | Melbourne  | Eddie Charlton | Ray Reardon    | 31–24   | [ 4 ]                |
| ??–01 | ??–01 | Pot Black                                  | Birmingham | Perrie Mans    | Doug Mountjoy  | 1–0     | [ 5 ] [ 6 ]          |
| 07–02 | 11–02 | The Masters                                | Londres    | Doug Mountjoy  | Ray Reardon    | 7–6     | [ 7 ] [ 8 ] [ 9 ]    |
| 16–02 | 17–02 | Benson & Hedges Ireland Tournament         | Dublin     | Alex Higgins   | Ray Reardon    | 5–3     | [ 10 ]               |
| 18–04 | 30–04 | World Snooker Championship                 | Sheffield  | John Spencer   | Cliff Thorburn | 25–21   | [ 11 ]               |
| 30–04 | 07–05 | Pontins Professional                       | Prestatyn  | John Spencer   | John Pulman    | 7–5     | [ 12 ] [ 13 ] [ 14 ] |

| Evento pertencente ao ranking mundial     |
| Evento não pertencente ao ranking mundial |

## Rankingoficial
O ranking mundial foi elaborado pela primeira vez nesta temporada. Eis os 16 melhores do ranking mundial ao final da temporada:
| 0Pos.0 | 0M.0            | 00000Nome do jogador00000 | Pontos |
| ------ | --------------- | ------------------------- | ------ |
| 1      | Estável         | Ray Reardon               | 15     |
| 2      | Entrou em campo | Alex Higgins              | 9      |
| 3      | Substituído     | Eddie Charlton            | 8      |
| 4      | Entrou em campo | Fred Davis                | 6      |
| 5      | Estável         | Graham Miles              | 6      |
| 6      | Substituído     | Rex Williams              | 6      |
| 7      | Entrou em campo | Perrie Mans               | 5      |
| 8      | Substituído     | John Spencer              | 5      |
| 9      | Estável         | Dennis Taylor             | 5      |
| 10     | Substituído     | Gary Owen                 | 4      |
| 11     | Entrou em campo | John Dunning              | 4      |
| 12     | Entrou em campo | Jim Meadowcroft           | 3      |
| 13     | Substituído     | Cliff Thorburn            | 3      |
| 14     | Estável         | Bill Werbeniuk            | 3      |
| 15     | Substituído     | John Pulman               | 3      |
| 16     | Estável         | David Taylor              | 2      |